# Lucie Boissonnas
Pour les articles homonymes, voir Boissonnas.
Lucie Boissonnas, née Lucie Sophie Catherine Bessirard de La Touche (Paris, 20 avril 1839 - Arcachon, 3 mai 1877), est une femme de lettres française.

## Biographie
Elle est la fille de Charles-Alexandre Bessirard de La Touche, directeur de la Société des Papeteries du Marais et de Sainte-Marie.
Elle publie deux livres chez Hetzel. Le premier est un récit épistolaire sur l'expérience de sa famille pendant la Guerre franco-allemande de 1870. Le second est une biographie du Général Robert Lee, dont elle connaissait les filles, publiée en 1875, et écrite alors qu'elle souffre déjà de la tuberculose.
Elle reçoit le Prix Montyon en 1874 pour Une famille pendant la guerre.
Elle se marie en 1858 au banquier parisien Jean-Baptiste Boissonnas (1822-1897), dont elle a quatre fils et deux filles. Parmi ses enfants, se trouve le diplomate et homme d'affaires Jean-Baptiste Boissonnas (1870-1953), père d’Éric Boissonnas, et le pasteur Georges Boissonnas (1865-1942). Elle est l'arrière-grand-mère de Sylvina Boissonnas.
Son époux était le frère du pasteur Louis-Octave Boissonnas, ainsi que de la même famille que le photographe Frédéric Boissonnas.
Elle meurt en 1877 de la tuberculose à l’âge de 38 ans.

## Publications
- 1873 : Une famille pendant la guerre, Hetzel Ed.
- Lucie Boissonnas, Un Vaincu, Paris, Hetzel (1re éd. 1875), 287 p. (lire sur Wikisource)